# Lysianassa danai
Lysianassa danai is een vlokreeftensoort uit de familie van de Lysianassidae. De wetenschappelijke naam van de soort is voor het eerst geldig gepubliceerd in 2008 door Senna & Serejo.